# Шарлот Ремплинг
Шарлот Ремплинг (енгл. Charlotte Rampling; Стермер, 5. фебруар 1946) је енглеска глумица. У каријери дугој скоро 50 година наступила је у филмовима на енглеском, француском и италијанском језику. Године 2001. додељен јој је Орден Британске империје, а 2002. и француски Орден Легије части.
Филмску каријеру започела је 1965. и од тада је значајне улоге остварила у филмовима Џорџи (1966), Сумрак богова (1969), Ноћни портир (1974), Збогом, моја драга (1975), Сећања на звездану прашину (1980), Пресуда (1982), Анђеоско срце (1987), Војвоткиња (2008) и Средиште олује (2011).
Четири пута је била номинована за награду Цезар, за изведбе у филмовима Само двапут се умире (1985), Испод песка (2000), Базен (2003) и Леминг (2005), а 2001. године освојила је почасног Цезара. Године 2012. била је номинована за награду Еми за изведбу у мини-серији Неспокојна. Награђена је Сребрним медведом и Наградом европске филмске академије за најбољу глумицу за тумачење главне улоге у филму 45 година 2015. За ову улогу добила је своју прву номинацију за Оскара.
Од 1978. до 1998. године била је у браку са француским музичаром Жан-Мишел Жаром са којим има сина.